# Calix
Calix (im englischen Original: Unholy Grail) ist ein religiöser Thriller vom US-amerikanischen Schriftsteller D. L. Wilson. Nach Verhandlungen des Literaturagenten Matt Bialer erschien die Originalausgabe 2007 beim Penguin Verlag, es folgte im März 2007 eine deutsche Übersetzung von Theresia Übelhör, die beim S. Fischer Verlag veröffentlicht wurde, sowie eine weitere Veröffentlichung beim EXMO Verlag in Russland.

## Handlung
In New York City arbeitet Pater Joseph Romano des Jesuiten-Ordens mit seinen beiden studentischen Assistenten Charlie und Carlotta an einer Fortsetzung seines Buches „Der Gott des Neuen Testaments“, in dem es um die Geburt, Kreuzigung und Auferstehung Jesu geht, als ihn ein anonymer Anrufer zum Grand Central Terminal bittet. Ihm soll dort eine Kassette mit dem Originalpergament ausgehändigt werden, das Jakobus, der Bruder Jesu, verfasst hat und den tatsächlichen Hergang der Kreuzigung Christus beschreibt. Als Romano am vereinbarten Ort eintrifft, wird die Historikerin Professor Brittany Hamar angeschossen, die von dem anonymen Anrufer unter demselben Vorwand hergelockt wurde, und Romano wird die Kassette in die Hand gedrückt, ohne dass er in den Chaos den Überbringer der Kassette ausmachen konnte. Die Kassette enthält jedoch nicht das versprochene Manuskript, sondern die Tatwaffe, mit der Hamar verletzt wurde.
Romano und Hamar verbindet lediglich ihr Berufsstand. Romano ist ein Priester mit Verbindung zum Vatikan, während Hamar an dem enthüllenden Buch „Der Jesus-Schwindel“ schreibt, das aufgrund des Nachweises einer leiblichen Nachkommenschaft Jesu, Le Serpent Rouge, den Untergang der christlichen Kirche bedeuten könnte. Damit hat sie nicht nur den Zorn des Vatikans, sondern zugleich diverser religiöser Fanatiker auf sich gerichtet.
Einige Tage nach dem Attentat auf Hamar wird der aus der Schweiz stammende Pater Ted Matthews, der Romano wie einen Sohn groß gezogen hat, in seinem Bett im Novizenhaus des Jesuitenzentrums in Pennsylvania tot aufgefunden. Bis auf seine Boxershorts entkleidet, wird er mit Stigmata in Händen, Füßen und der linken Seite seines Oberkörpers aufgefunden, ohne dass das Bettlaken auch nur einen Blutstropfen aufweist. Das FBI nimmt seine Ermittlungen auf.
Romano erfährt, dass zwei Tage zuvor der Jesuiten-Pater Juan Matteo in Bilbao mit identischen Stigmata tot aufgefunden wurde und Hamar beide Jesuiten am Tag vor ihrem Tod interviewt hatte, um wichtige Informationen über die Nachkommenschaft Christi zu erfahren. Hamar hatte von einem anonymen Anrufer der Tipp erhalten, die beiden Priester könnten ihr auf der Suche nach Le Serpent Rouge und Rex Deus behilflich sein, wenn sie sie mit den Namen der Erzengel Uriel und Raphael ansprechen würde. Dies seien Decknamen, die der Rat der Kohanim nutzt, der die Nachkommenschaft Christi bis zum jüngsten Gericht am Leben erhalten muss.
Als Hamar gegenüber Pater Romano erwähnt, dass sie in wenigen Stunden nach Wien fliegen würde, um einen weiteren Priester zu treffen, beschließt Romano spontan sie zu begleiten.
Unterdessen wird in New Orleans mit Nathan Sinclair bereits der dritte Pater mit Stigmata tot aufgefunden. Bei ihm können jedoch zugleich Spuren eines Elektroschockers auf der Brust sowie die Einstichstelle einer Injektionsnadel ausgemacht werden.
In Wien treffen sich Hamar und Romano mit dem ehemaligen Priester und Gemeindepfarrer Felix Konrad, der den Ruf eines paranoiden Verschwörungstheoretikers besitzt. Nach diesem Treffen sucht der vom Rat engagierte Auftragskiller Gabriel und Mörder der drei Jesuiten-Priester auch Felix Konrad auf, um ihn ebenfalls zu töten und das Geheimnis des Rats um die Nachkommenschaft Jesu weiterhin zu schützen.
Im Rahmen ihrer Forschung macht sich Hamar auf der Suche nach der Bedeutung und dem Verbleib des heiligen Grals auf den Weg von Wien in die französischen Pyrenäen nach Rennes-le-Château. Dort soll der Abbé Bérenger Saunière ihren Informationen nach bei Renovierungsarbeiten an der Kirche geheime Dokumente des Jakobus-Evangeliums gefunden haben, für dessen weitere Geheimhaltung ihm große Summen von der Kirche gezahlt wurden. Möglicherweise hat er aber gar die Gebeine der Maria Magdalena gefunden, die den wahren heiligen Gral darstelle.
Hamar und Romano werden in einem Gasthaus vor den Toren von Rennes-le-Château untergebracht. Am nächsten Morgen beginnt Romano den Tag mit einem Dauerlauf. Währenddessen wird Hamar von Gabriel geweckt und in einen geheimen Komplex unterhalb der Stallungen gebracht. Kurze Zeit später führt Pater Dante Cristoforo, der Assistent des Ordensgenerals in Rom, Romano ebenfalls in den geheimen unterirdischen Komplex, in dem die heiligsten Reliquien von Rex Deus aufbewahrt werden. Hierzu zählen eine aus Rennes-le-Château verschwundene Statue von Maria Magdalena, die in Wahrheit ihre Gebeinurne ist, eine Schriftrolle des Jakobus-Evangeliums sowie ein gläserner Sarg, der die konservierte Mumie Jesu enthält.
Pater Dante Cristoforo, der zugleich der Zwillingsbruder von Brittany Hamar ist, hatte Hamar die anonymen Hinweise gegeben, welche Kontaktpersonen ihr Informationen über die Nachkommenschaft Jesu geben können. Zugleich hatte er für sich die Aufgabe auserkoren, die christliche Kirche zu schützen, indem er Rex Deus auslöscht. Hierzu hatte er sich den höchsten Feiertag des Rats der Fünf von Rex Deus ausgesucht, den Nachfahren der 24 Hohepriester des Herodestempels in Jerusalem, die sich jedes Jahr an diesem heiligsten Feiertag in ihrem unterirdischen Komplex treffen, um den Reliquien ihre Ehrerbietung zu erweisen. Damit niemand des Rats den Komplex lebend verlassen kann, zerstört er nach Eintreffen des Rats die Steuerelektronik der Türen sowie des Fahrstuhls und aktiviert den Zeitzünder eines Sprengsatzes, der den Komplex zerstören wird.
Als Cristoforo zu Hamar und Romano zurückkehrt, wird er von den beiden überwältigt und sie können mitsamt der Schriftrolle über einen Lüftungsschacht sowie ein sich daran anschließendes Höhlensystem fliehen, bevor der Komplex zerstört wird.
Derweil sind die örtlichen Polizeikräfte sowie Ermittler des FBI in Rennes-le-Château eingetroffen und begleiten Hamar und Romano zurück in die Vereinigten Staaten, wo sich letztlich herausstellt, dass das gerettete Schriftstück zwar auf Originalpergament, jedoch mit zeitgenössischer Tinte verfasst wurde und somit eine Fälschung darstellt.

## Kritiken
Der Roman ist „ein fesselnder Thriller, in dem es vor Intrigen nur so wimmelt und der die Phantasie seiner Leser packt. Ein absolutes Muss“, so urteilte der Bestseller-Autor Clive Cussler der NY Times. Die Kriminal-Schriftstellerin Lynn S. Hightower fand das Werk „absolut aufregend, sehr spannend“, während der Autor Thomas O’Callaghan es lobte als „ein geschickt geschriebener, spannender Thriller – ab der ersten Seite. Von den heiligen Hallen der akademischen Welt zum verehrten Heiligtum der Kirche, webt D.L. Wilson die Geschichte von Serienmorden, Verschwiegenheit, und Betrug meisterhaft. Gut entwickelte Charakter, außergewöhnliches Sachverständnis und perfektes Tempo sind die Kombination für dieses fesselnde Buch.“
Die Edgar Award Gewinnerin Molly Cochran urteilte, der Roman Calix sei „ein rasender Zug der die Leser auf eine Irrfahrt durch Intrigen, Betrügereien und Morden – alle im Rahmen der Katholischen Kirche’s ultra-geheimen Intelligentzija – mitreisst. Vergleiche zum Da Vinci Code sind unvermeidlich, aber Achtung: D.L. Wilson ist kein Dan Brown Klon. Er ist ein Geschichtenerzähler der Meisterklasse, welcher dieses neue Genre – nennen wir es religiösen Thriller – zu einem unheiligen neuen Level bringt.“ Damit fiel das Urteil recht ähnlich zur Kritik des Autors Andrew Gross aus. Seinem Urteil nach ist der Roman „ein schnelllebiger, gut geschriebener religiöser Thriller im Stil des Da Vinci Code – aufschlussreich und überraschend. Dan Brown Fans werden nicht enttäuscht werden, wenn die Szenen zwischen Grand Central zu den Straßen Roms wechseln, um ihre Schlussfolgerung in den Französischen Alpen zu finden.“

## Ausgaben
- Originalausgabe: „Unholy Grail“, Penguin Verlag, 2007, New York/New York, ISBN 978-0-425-21478-7
- Deutsche Ausgabe: „Calix“, S. Fischer Verlag, Frankfurt am Main, 2007, ISBN 978-3-596-17618-2